# Старостинські маєтності
Старостинські маєтності — у 14—18 ст. в Королівстві Польському, Великому князівстві Литовському, Речі Посполитій та на українських землях, що входили до їх складу, королівські (великокнязівські), пізніше (після 1590) — державні (скарбові) маєтності — міста, села, замки, ліси, ставки, орні землі, пустоші, — адміністративно-територіально об'єднані в староства, які за привілеєм короля та згодоювального сейму передавалися в тимчасове або пожиттєве володіння магнатам і шляхті. Назва походить від посади королівського намісника — старости. Поява С.м. пов'язана зі змінами в системі винагород за справляння гродського старостинського уряду. Надання гродським старостам як оплати за службу права на пожиттєве володіння підпорядкованими староствами внесло в їхню діяльність елемент досить великої особистої зацікавленості. Староста став розглядати їх як свою власність, а вся його господарська діяльність спрямовувалася на одержання більших прибутків за рахунок підвищення рівня визиску селян, збільшення митних зборів, захоплення міських та приватно-шляхетських володінь, обмеження привілеїв міщан тощо. З часом гродські старости, обіймаючи по кілька державних посад, не виконували особисто навіть покладених на них судових функцій.
Магнати-урядовці прагнули зосередити у своїх руках по кілька гродових староств, передаючи їх у спадок своїм синам через уступне право на старостинський уряд. Маючи великі володіння, старости лише зрідка з'являлись у своїх маєтностях, передавши їх у руки адміністраторів або пускаючи у вільний обіг-оренду (повну чи часткову), заставу і навіть продаж. У результаті господарський стан старостинських маєтків суттєво погіршувався, відбувався процес їх подрібнення, падав оборонний потенціал замків, скарбові надходження з королівщин скорочувалися. У 18 ст. кварта (п'ята частина прибутків у державну скарбницю) становила лише 5 % від загальних прибутків староств. Попри всі ці обставини і на схилку Речі Посполитої надходження зі староств українських воєводств були значно більшими в порівнянні зі староствами коронних земель.